# 음력 10월 7일
음력 10월 7일은 음력 10월의 7번째 날이다.

## 탄생
- 1990년 - 대한민국의 가수 에디 킴.

## 사망
- 2018년 - 대한민국의 국회의원 장석화.

## 같이 보기
- 음력 360일: 1월 2월 3월 4월 5월 6월 7월 8월 9월 10월 11월 12월
- 전날:10월 6일 다음날:10월 8일 - 전달:9월 7일 다음달:11월 7일
- 양력:10월 7일
- 음력, 윤달